# Juan Echevarría Puig
Juan Echevarría Puig (Barcelona, 1924) es un empresario y expolítico español cofundador, junto con Juan Rosell, de Solidaritat Catalana.

## Biografía
Durante su época universitaria fue jefe del Sindicato Español Universitario (SEU) en Cataluña y Baleares. Fue director general de Perkins, empresa filial de Motor Ibérica, en estos años intentó solucionar una huelga de trabajadores en septiembre de 1976 con el despido de 67 trabajadores, entre ellos el líder de Comisiones Obreras Marcelino Camacho, pero una sentencia del Tribunal Supremo le obligó a readmitir.
En 1975 fue nombrado director general en la Dirección General de Correos y Telecomunicaciones y presidente del consejo de administración de Caja Postal, pero en 1976 fue cesado por Adolfo Suárez. Poco después contribuyó a la fundación de la Confederación Española de Organizaciones Empresariales CEOE.
En 1980 fundó el partido Solidaritat Catalana junto con Juan Rosell, expresidente de la CEOE y se presentó a las elecciones al Parlamento de Cataluña de 1980, pero con escaso éxito, por lo que disolvió el partido, que se integró en Alianza Popular. Últimamente ha mantenido contactos con la Plataforma 2003, una entidad con sede en Madrid que reivindica la figura de José Antonio Primo de Rivera.
Después se ha dedicado plenamente al mundo de los negocios. Ha sido presidente de las empresas FECSA a la muerte de Luis Magaña y Martínez (1996 - 1998), Nissan Motor Ibérica, de Cable y Televisión de Cataluña, del Consejo Social de la Universidad Pompeu Fabra y de la Fundación Instituto Guttmann, vicepresidente del World Trade Center y consejero del  Puerto de Barcelona. En 1998 recibió la Cruz de Sant Jordi.
En 1999 fue multado con 12.000 euros por la Comisión Nacional del Mercado de Valores por haber usado información privilegiada en beneficio propio y haber permitido a sus hijos comprar acciones antes de la OPA que Endesa lanzó sobre FECSA y Sevillana de Electricidad en octubre de 1996, pero la Audiencia Nacional de España anuló las sanciones en 2002. 
En 2004 fue nombrado presidente de Mutua Universal, pero en 2007 volvió a tener problemas legales cuando la Intervención General de la Seguridad Social pidió la actuación del fiscal Emilio Jesús Sánchez Ulled por supuestos delitos de malversación de fondos públicos

## Vida personal
Es padre de Constanza Echevarría y exsuegro del conocido Joan Laporta, Presidente del FC Barcelona. En 2005 su hijo, Alejandro Echevarría Arévalo, dimitió como directivo del FC Barcelona por su vinculación a la Fundación Francisco Franco.